# S. Poniman
S. Poniman (5 de julio de 1910 en Banda Aceh, Indias Orientales Neerlandesas - † 1 de enero de 1978, Yakarta) fue un cantante kroncong y actor cómico indonesio. Se dedicó a la música cuando se trasladó a Batavia (hoy Yakarta). En 1940 hizo su debut como director musical y como actor en una película titulada "Ketawa", además completando sus otras tres producciones antes de la ocupación japonesa. Cuando se desató la guerra provocada por el ejército japonés durante la invasión a Indonesia, S. Poniman empezó a trabajar como conductor de camiones pertenecientes a los militares para trasladar soldados, eso antes de formar parte de la industria cinematográfica en 1951. Después de la independencia de Indonesia del yugo holandés, S. Poniman se convirtió en la estrella principal del "Mad World". Entre 1951 y 1958 ha trabajado en más de 20 películas que fueron éxito de taquilla, tras su salida de la industria cinematográfica se dedicó después a trabajar como comerciante. 

## Filmografía
Durante su carrera de más de treinta años, Poniman participó en casi cuarenta películas.
- Kedok Ketawa (1940)
- Zoebaida (1940)
- Pantjawarna (1941)
- Air Mata Iboe (1941)
- Dunia Gila (1951)
- Pahlawan (1951)
- Rumah Hantu (1951)
- Apa Salahku (1952)
- Pahit-Pahit Manis (1952)
- KM - 49 (1952)
- Siapa Dia (1952)
- Solo Di Waktu Malam (1952)
- Guga Guli (1953)
- Putri Solo (1953)
- Kisah Tudjuh Bidadari (1953)
- Lenggang Djakarta (1953)
- Musafir Kelana (1953)
- Djakarta Diwaktu Malam (1954)
- Djandjiku Djandjimu (1954)
- Konde Tjioda (1954)
- Mertua Sinting (1954)
- Sebatang Kara (1954)
- Sedarah Sedaging (1954)
- Kebon Binatang (1955)
- Malam Minggu (1955)
- Masuk Kampung Keluar Kampung (1955)
- Setulus Hatiku (1955)
- Radja Karet dari Singapura (1956)
- Salah Pilih (1956)
- Teladan (1957)
- Momon (1959)
- Aku Hanja Bajangan (1963)
- Generasi Baru (1963)
- Lembah Hidjau (1963)
- Sisa-sisa Laskar Pajang (1972)
- Aku Mau Hidup (1974)
- Putri Solo (1974)
- Rahasia Perawan (1975)

## Trabajos citados
- Banoe, Pono (2003). Kamus Musik [Dictionary of Music] (en indonesian). Yogyakarta: Kanisius. ISBN 978-979-497-338-7.
- Biran, Misbach Yusa, ed. (1979). Apa Siapa Orang Film Indonesia 1926–1978 [What and Who: Film Figures in Indonesia, 1926–1978]. Jakarta: Sinematek Indonesia. OCLC 6655859.
- Biran, Misbach Yusa (2009). Sejarah Film 1900–1950: Bikin Film di Jawa [History of Film 1900–1950: Making Films in Java] (en indonesian). Komunitas Bamboo working with the Jakarta Art Council. ISBN 978-979-3731-58-2.
- «Filmografi S Poniman» [S Poniman Filmography]. filmindonesia.or.id (en indonesian). Konfiden Foundation. Archivado desde el original el 6 de marzo de 2014. Consultado el 16 de enero de 2015.